# Haanina kampeni
Haanina kampeni är en kackerlacksart som först beskrevs av Bruijning 1947.  Haanina kampeni ingår i släktet Haanina och familjen jättekackerlackor. Inga underarter finns listade i Catalogue of Life.